# Cohors VI Asturum
La Cohors VI Asturum fue una unidad auxiliar del ejército imperial romano del tipo cohors quinquagenaria peditata.
Fue reclutada en el siglo I entre el pueblo recién conquistado de los astures. Se tiene constancia de ella en el año 70 en Germania Inferior en la guerra contra los bátavos.

## Comandantes
Se sabe que un tal Pompeyo Faventino fue prefecto de esta cohorte:
- CIL II 2637 = AE 1966, 187, Astorga (León, España): [L(ucio)] Pomp(eio) [L(uci)] f(ilio) Quir(ina)/ Faventino/ praef(ecto) coh(ortis) VI Astur[um]/ trib(uno) mil(itum) leg(ionis) VI Vic(tricis) pra[ef(ecto)]/ equitum alae [S]u[lp]ic[i]a[e] c(ivium) R(omanorum) [do]/[nato] corona áurea hasta pur[a]/ [vexillo ab] Imp(eratore) div< o = S > Vespasian< o = VS > [flam(ini)]/ provinciae [H(ispaniae) c(iterioris) sacerdoti]/ urbis Romae [et A]u[g(ustorum)]/ Va[l(eria)] C(ai) f(ilia) Arabica [uxor memo]ri[a]m / -----